# مولو
مولو (بالإسبانية: Manuel Jesús Casas García)‏ (14 يونيو 1985 في إسبانيا - ) هو لاعب كرة قدم إسباني في مركز الدفاع. لعب مع نادي ألميريا ونادي غيخيليو ونادي ليدا ونادي ألميريا ب ونادي فيغيراس ‏.

## وصلات خارجية
- مولو على موقع قاعدة بيانات كرة القدم.إي يو (الإنجليزية)
- مولو على موقع Soccerway.com (الإنجليزية)
- مولو على موقع AS.com (الإسبانية)